# Język tigrinia
Język tigrinia (nazwa własna: ትግርኛ – təgrəñña) – język semicki z północnej gałęzi języków etiopskich, którym posługuje się 7,7 mln mówiących. Jest używany w północnej Etiopii (głównie w prowincji Tigraj) oraz w południowej i środkowej Erytrei. W Erytrei ma status języka urzędowego (obok języka arabskiego). Grupy emigrantów posługują się językiem tigrinia także w Niemczech i Izraelu. 
Niektóre stacje radiowe w Erytrei nadają audycje w języku tigrinia. Jest zapisywany pismem etiopskim. 